# Solutré-Pouilly
Solutré-Pouilly – miejscowość i gmina we Francji, w regionie Burgundia-Franche-Comté, w departamencie Saona i Loara.
Według danych na rok 1990 gminę zamieszkiwało 366 osób, a gęstość zaludnienia wynosiła 59 osób/km² (wśród 2044 gmin Burgundii Solutré-Pouilly plasuje się na 556. miejscu pod względem liczby ludności, natomiast pod względem powierzchni na miejscu 1165.).
Miejscowość znana ze stanowiska archeologicznego kultury solutrejskiej, której dała swoją nazwę. Na stanowisku tym poświadczona jest obecność warstw zaliczanych do kultury oryniackiej oraz w późniejszej fazie z kulturą grawecką ok. 24-22 tys. lat temu.